# فرط حمضات محرض باللمفاويات اللانموذجية
فرط الحمضات المحرض باللمفاويات اللانموذجية هو اضطراب نادر تحدث فيه كثرة اليوزينيات أو فرط الحمضات (زيادة كبيرة أو مفرطة في تعداد الحمضات في الدوران) بسبب تجمع خلايا لمفاوية شاذة. تعمل هذه الخلايا اللمفاوية الشاذة عن طريق تحفيز تكاثر ونضج أرومات الحمضات في نقي العظم التي تُسمى وحدة تشكيل المستعمرة الحمضية.
تنضج خلايا وحدة تشكيل المستعمرة الحمضية وتبدو طبيعية المظهر ولكن من المحتمل أن تكون مفرطة النشاط لتدخل الدورة الدموية وقد تتراكم في الأنسجة المختلفة وتسبب تلفًا فيها. عادةً ما يكون الاضطراب بطيئًا أو يترقى ببطء، ولكنه قد ينتقل إلى مرحلة ابيضاض الدم ويُصنف أحيانًا تحت اسم ابيضاض الدم بالحمضات الحاد. لذلك، يمكن اعتبار فرط الحمضات المحرض باللمفاويات اللانموذجية اضطرابًا محتمل التسرطن.
يتطلب الاضطراب التدخل العلاجي لتجنب أو الحد من أذية الأنسجة التي تسببها الحمضات وعلاج مرحلة ابيضاض الدم. تكون المرحلة الأخيرة عدوانية وعادة ما تستجيب بشكل سيئ نسبيًا لأنظمة العلاج الكيميائي المضادة لابيضاض الدم.

## المظاهر السريرية
يظهر المريض النموذجي المصاب بفرط الحمضات المحرض باللمفاويات اللانموذجية بتاريخ طويل من فرط الحمضات وأعراض جلدية شبيهة بالحساسية. تشمل الأعراض الجلدية، التي تحدث لدى أكثر من 75% من المرضى، احمرار الجلد، والحكة، والأكزيما، وتبكل الجلد، والشرى، والوذمة الوعائية العرضية. تشبه الوذمة الوعائية العرضية (أي تورم الأنسجة الرخوة في الوجه أو اللسان أو الحنجرة أو البطن أو الذراعين أو الساقين) في فرط الحمضات المحرض باللمفاويات اللانموذجية ما يحدث في متلازمة جليش، وهو مرض نادر يترافق بفرط الحمضات الثانوي بالإضافة إلى مجموعة فرعية من كتلة التمايز 3 (-)، وخلايا تي المساعدة (+)؛ يدعم تدخل هذه الخلايا الأخيرة بالمرض فكرة أن متلازمة جليش هي نوع فرعي من فرط الحمضات المحرض باللمفاويات اللانموذجية. عادةً ما تظهر خزعات الآفات الجلدية تراكمات بارزة من الحمضات. تشمل المظاهر السريرية الأخرى ما يلي:
- تضخم العقد اللمفية لدى نحو 60% من المرضى؛
- ارتشاح الحمضات إلى الرئة بشكل مشابه للالتهاب الرئوي اليوزيني وكثيرًا ما يُشخص بشكل خاطئ نتيجة هذا التشابه، يحدث لدى 20% من المرضى
- أعراض هضمية مرتبطة بالوذمة الوعائية العرضية، تشبه أحيانًا أعراض متلازمة القولون المتهيج، وتحدث لدى نحو 20% من المرضى؛
- المظاهر الرثيانية لألم المفاصل الالتهابي لدى نحو 20% من المرضى؛
- تضخم الطحال الذي يحدث لدى نحو 10% من المرضى. [4][5]

غالبًا ما تكون المضاعفات القلبية الوعائية مثل أذيات القلب الناتجة عن التهاب عضلة القلب اليوزيني واضطرابات الأوعية الدموية الناتجة عن ارتشاح الحمضات إلى جدران الأوعية الدموية الذي يؤدي إلى خثار وعائي، مظاهر سريرية حاسمة لمتلازمات فرط الحمضات المستمرة؛ لكنها لا تكون بارزة في فرط الحمضات المحرض باللمفاويات اللانموذجية، إذ تحدث لدى أقل من 10% من المرضى.

## العلاج
عادةً ما يتخذ فرط الحمضات المحرض باللمفاويات اللانموذجية مسارًا حميدًا وبسيطًا. يخفض العلاج طويل الأمد بالكورتيكوستيرويدات من مستويات الحمضات في الدم ويثبط مضاعفات المرض في أكثر من 80% من الحالات. مع ذلك، تنكس علامات المرض وأعراضه في جميع الحالات تقريبًا إذا خُفضت جرعة الكورتيكوستيرويد بهدف تقليل الآثار الجانبية الضائرة للكورتيكوستيرويدات. تشمل العلاجات البديلة المستخدمة لعلاج المرض المقاوم للكورتيكوستيرويدات أو المستخدمة بالمشاركة مع الكورتيكوستيرويدات بحيث يمكن تخفيض جرعتها لأدنى حد فعال، الإنترفيرون-ألفا أو مضاهئه، بيغنتيرفيرون – ألفا – 2أ، وميبوليزوماب (جسم مضاد موجه ضد الإنترلوكين-5)، والسيكلوسبورين (دواء مثبط للمناعة)، وإيماتينب (دواء مثبط لكيناز التيروسين؛ تكون العديد من بروتينات التأشير الخلوي المشتقة من كيناز التيروسين مسؤولة عن نمو وتكاثر الحمضات)، وميثوتركسيت وهيدروكسي كارباميد (كلاهما من العلاجات الكيميائية ومثبطات المناعة)، وأليمتوزوماب (جسم مضاد يرتبط بمستضد سي دي 52 على الخلايا الليمفاوية الناضجة فيسمح للجسم بتمييزها وتدميرها). أظهر المرضى الذين عولجوا بهذه الأدوية البديلة استجابة جيدة في معظم الحالات. طوُر حديثًا دواء ريزليزوماب، وهو جسم مضاد موجه ضد الإنترلوكين 5، استُخدم بنجاح لعلاج 4 مرضى مصابين بمتلازمة فرط الحمضات، وقد يكون مفيدًا أيضًا في علاج فرط الحمضات المحرض باللمفاويات اللانموذجية. لم يخضع المرضى الذين يعانون من مضاعفات مرضية قليلة أو معدومة لأي علاج.
في 10-25% من المرضى، بعد التشخيص الأولي بـ3-10 سنين، يتغير المسار البطيء لترقي مرض فرط الحمضات المحرض باللمفاويات اللانموذجية. يُظهر المرضى زيادات سريعة في تضخم العقد اللمفية، وفي حجم الطحال، وتعداد خلايا الدم، وبعض الخلايا تأخذ مظهر غير ناضج و/أو خبيث. بعد ذلك بوقت قصير، يترقى المرض إلى لموفوما الخلايا التائية ذات الأرومات المناعية الوعائية، ولمفوما الخلايا التائية المحيطية، وورم الخلايا الكبيرة المتحولة الليمفاوي (والذي يبدي سلبية لإنزيم اللمفوما الكشمية كيناز على عكس معظم اللمفوما من هذا النوع)، أو اللمفوما الجلدية تائية الخلايا. تعتبر المرحلة الخبيثة من هذا المرض عدوانية وذات إنذار سيء. يوصى بالعلاج الكيميائي باستخدام فلودارابين أو كلادريبين أو مجموعة أدوية سي إتش أوه بّي متبوعة بزرع نقي العظم.

## التاريخ
لسنوات، استُخدم مصطلح فرط الحمضات المحرض باللمفاويات اللانموذجية لوصف فرط الحمضات المرتبط بأي من الاضطرابات التكاثرية اللمفية للخلايا التائية الشاذة. في عام 1987، دُرست حالة مريض يبلغ من العمر 42 عامًا يعاني من قصور في القلب، وقصور الصمام التاجي، والانصباب التاموري، وتضخم الطحال، واختلال وظائف الكلى، وآفات جلدية غير محددة، وتاريخ ست سنوات من فرط الحمضات، وعند دخوله المشفى، كان تعداد الحمضات في الدوران 7.150 لكل ميكروليتر (الطبيعي أقل من 500/مكل)، وتمثل النسبة 50% من إجمالي خلايا الدم البيضاء (الطبيعية أقل من 5%). أظهرت مسحات الدم أن هذه الحمضات بالإضافة إلى خلايا الدم البيضاء الأخرى كانت ناضجة وطبيعية المظهر. كشف فحص نقي العظم عن زيادة كبيرة في تعداد الحمضات (60% من الخلايا المنواة) في مختلف أشكالها الناضجة ولكن كانت دراسات النمط النووي طبيعية؛ أظهرت خزعات الأنسجة ارتشاح الحمضات إلى الكبد والجلد بالإضافة إلى الالتهاب الوعائي اليوزيني. نمت مزارع الخلايا من نقي عظم المريض نسبة عالية بشكل غير طبيعي من وحدات تشكيل المستعمرة الحمضية (52%). حفزت 9 من أصل 25 خلية مستنسخة من الخلايا التائية من دم المريض بشكل غير طبيعي (> 60%) وحدات تشكيل المستعمرة الحمضية المحتضنة مع خلايا نقي العظام المأخوذة من متبرع غير مطابق؛ كان السائل الطافي المأخوذ من الخلايا التائية للمريض نشطًا أيضًا في تحفيز وحدات تشكيل المستعمرة الحمضية لخلايا نقي العظم من متبرع غير المطابق. أشار النمط الظاهري المناعي للخلايا التائية المحفزة لوحدات تشكيل المستعمرة الحمضية إلى أنها تعبر عن مستضد كتلة التمايز 4 دون التعبير عن مستضد كتلة التمايز 8 على سطحها، ما يشير إلى أنها كانت خلايا تي مساعدة مفرزة للسيتوكين. كشف توصيف مستقبلات الخلايا التائية على هذه الخلايا عن عدة أنماط من إعادة ترتيب سلاسل بيتا للمستقبلات. لذلك، ظهر فرط الحمضات لدى هذا المريض بسبب توسع استنساخ الخلايا التائية التي تفرز عاملًا يحفز الخلايا الأرومية لنقي العظم على التمايز إلى الحمضات الطبيعية.